# Raïon de Desna
Le raïon de Desna (en ukrainien : Подільський район) est un raïon (district) urbain de Kiev, la capitale de l'Ukraine.
Il englobe des territoires dans le nord-est du centre-ville de Kiev.
Il est nommé d'après la Desna.

## Transport
La gare de Lisova (métro de Kiev).

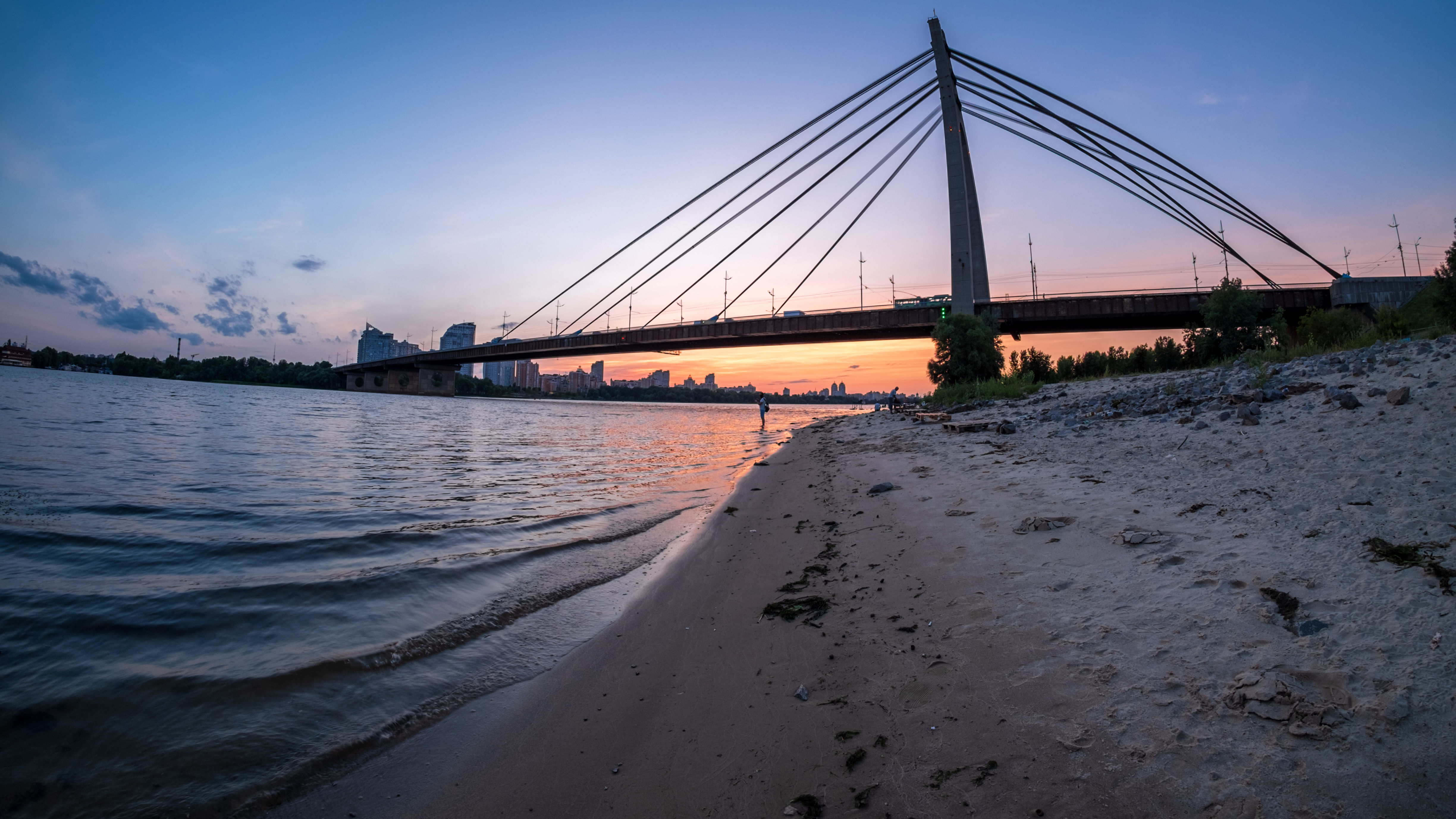
Le pont de Pivnitchni classé[1].
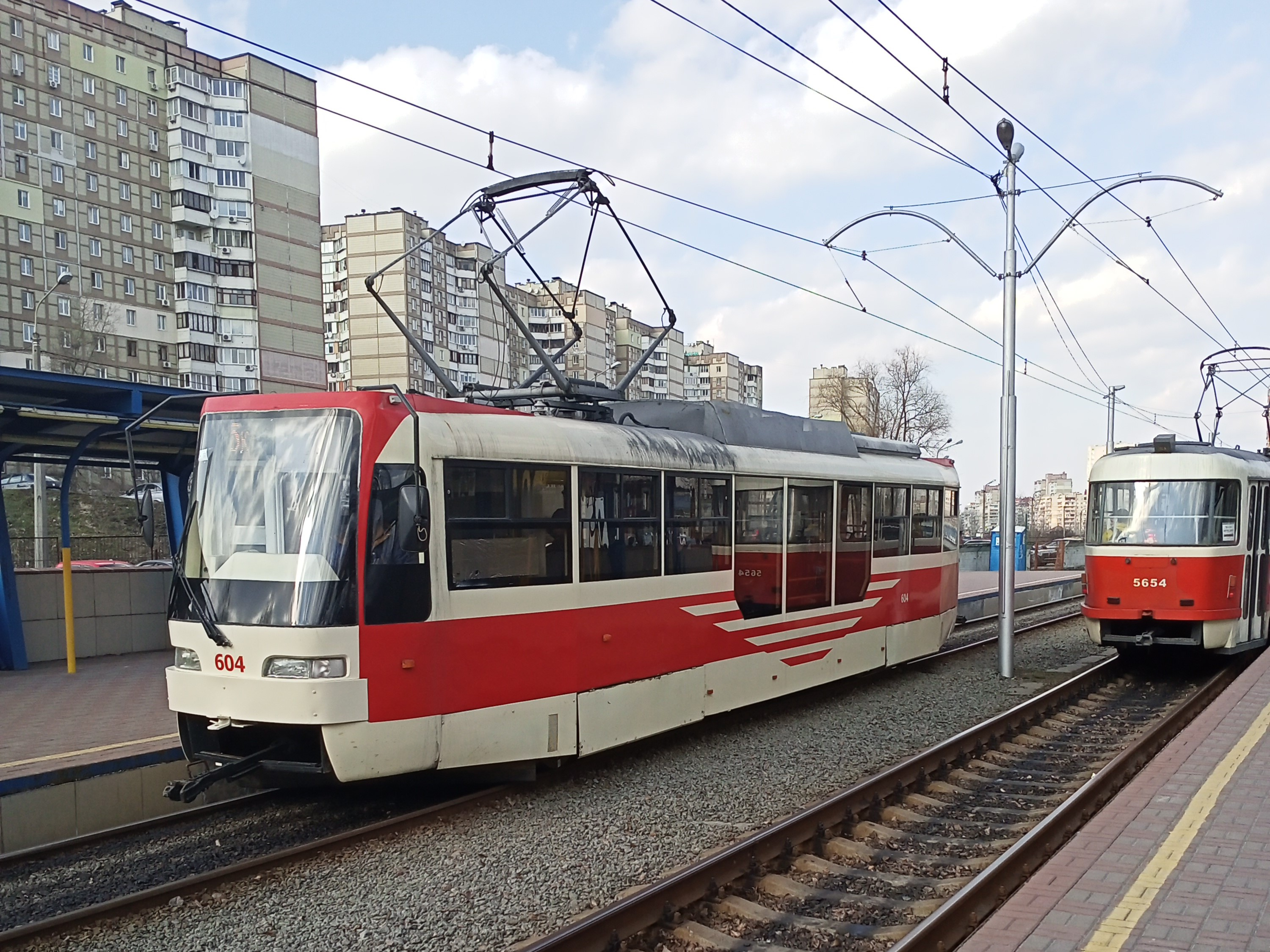
La station Serge Lifar du tram rapide de Kiev, deux Tatra T3.

## Lieux patrimoniaux
Le site historique et commémoratif national Tombes de Bykivnia.

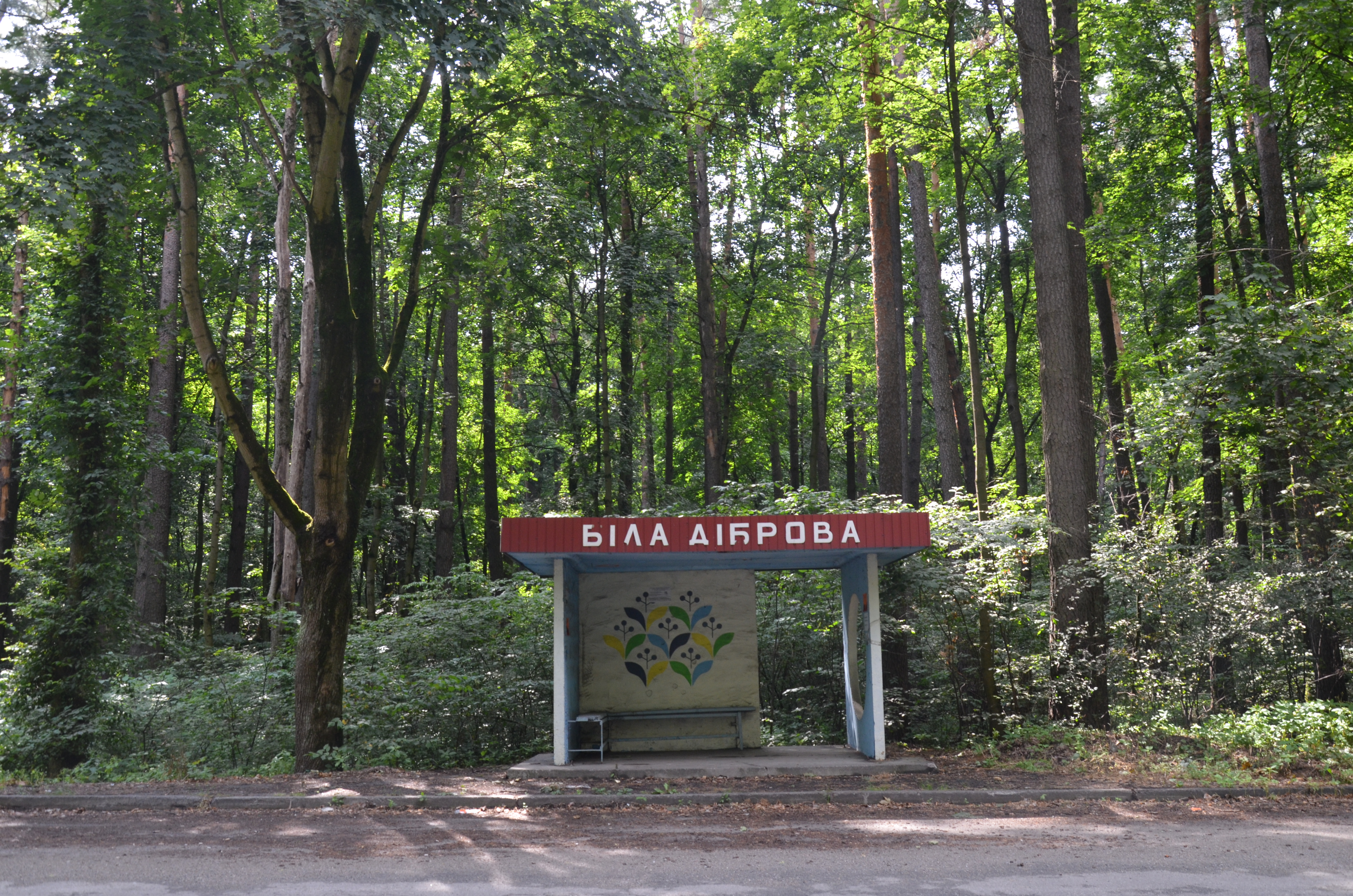
La réserve naturelle de Bila Dibrova classée[2].
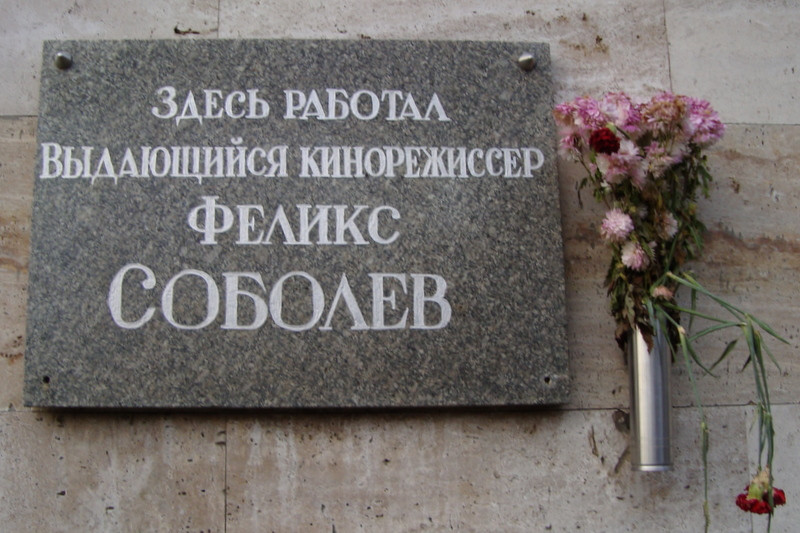
Plaque en hommage à Felix Sobolev.
La cathédrale de la Trinité rue Honoré de Balzac.
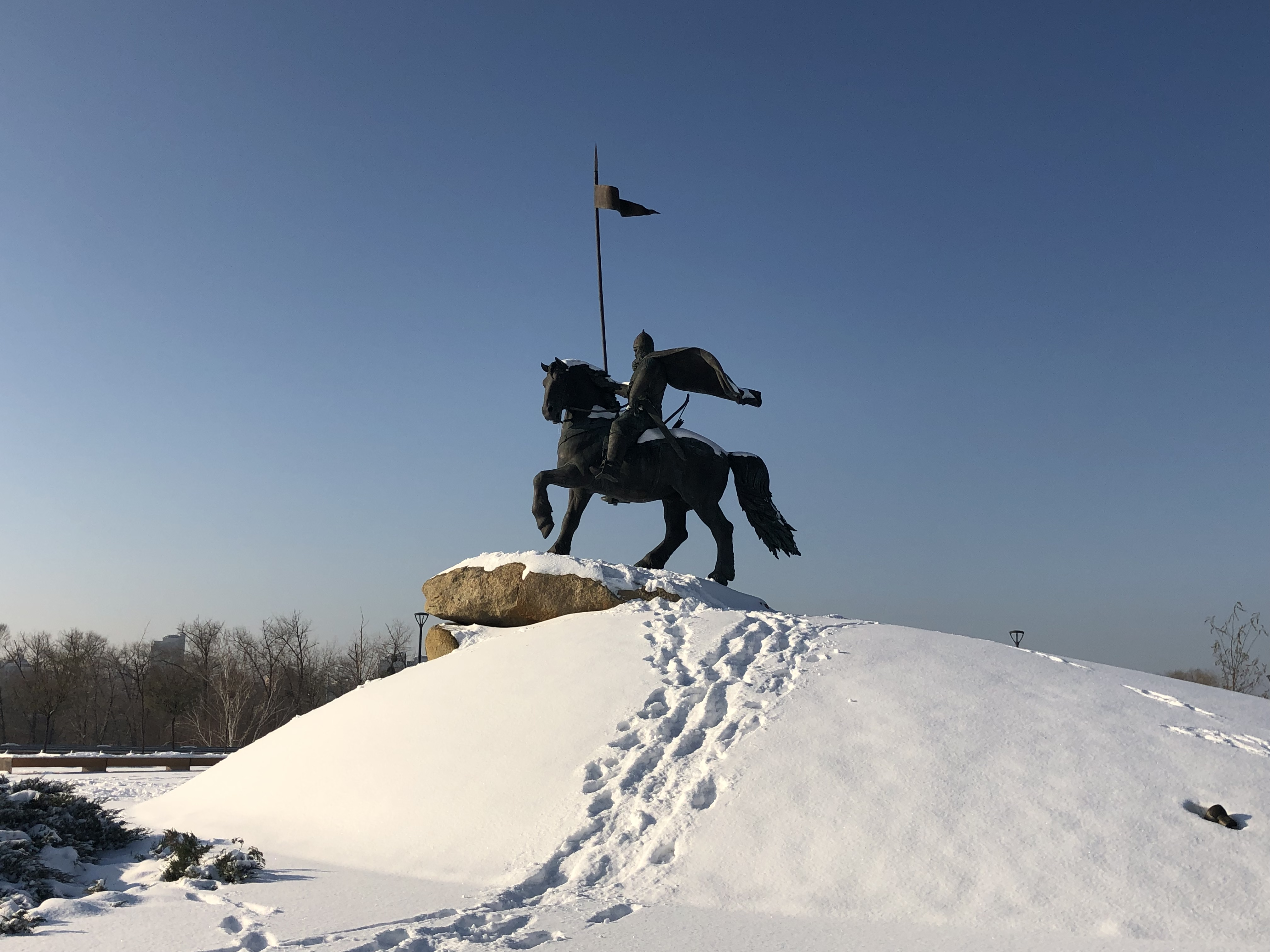
Monument à Ilya Mouromets.
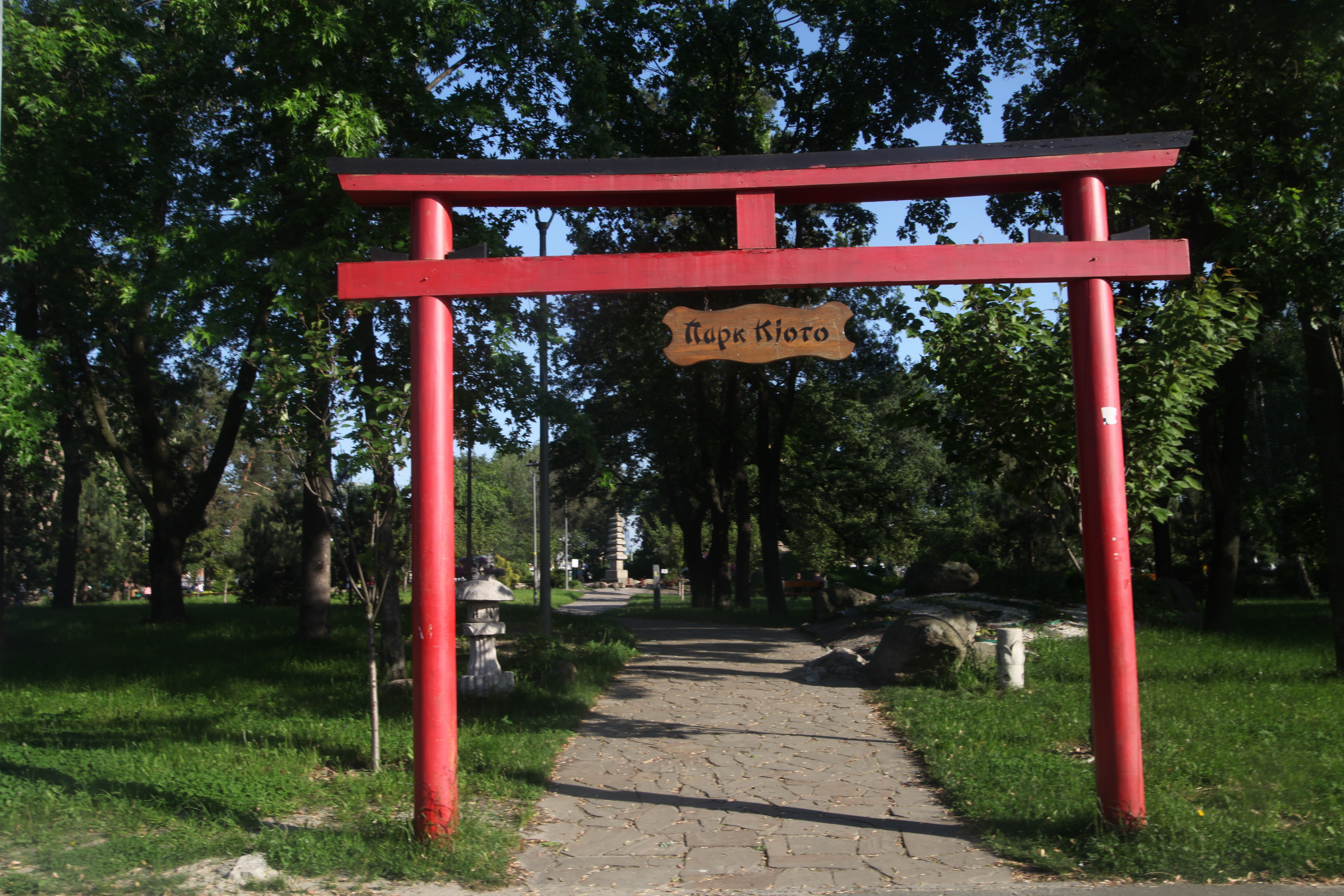
Le parc Kyoto classé[3].
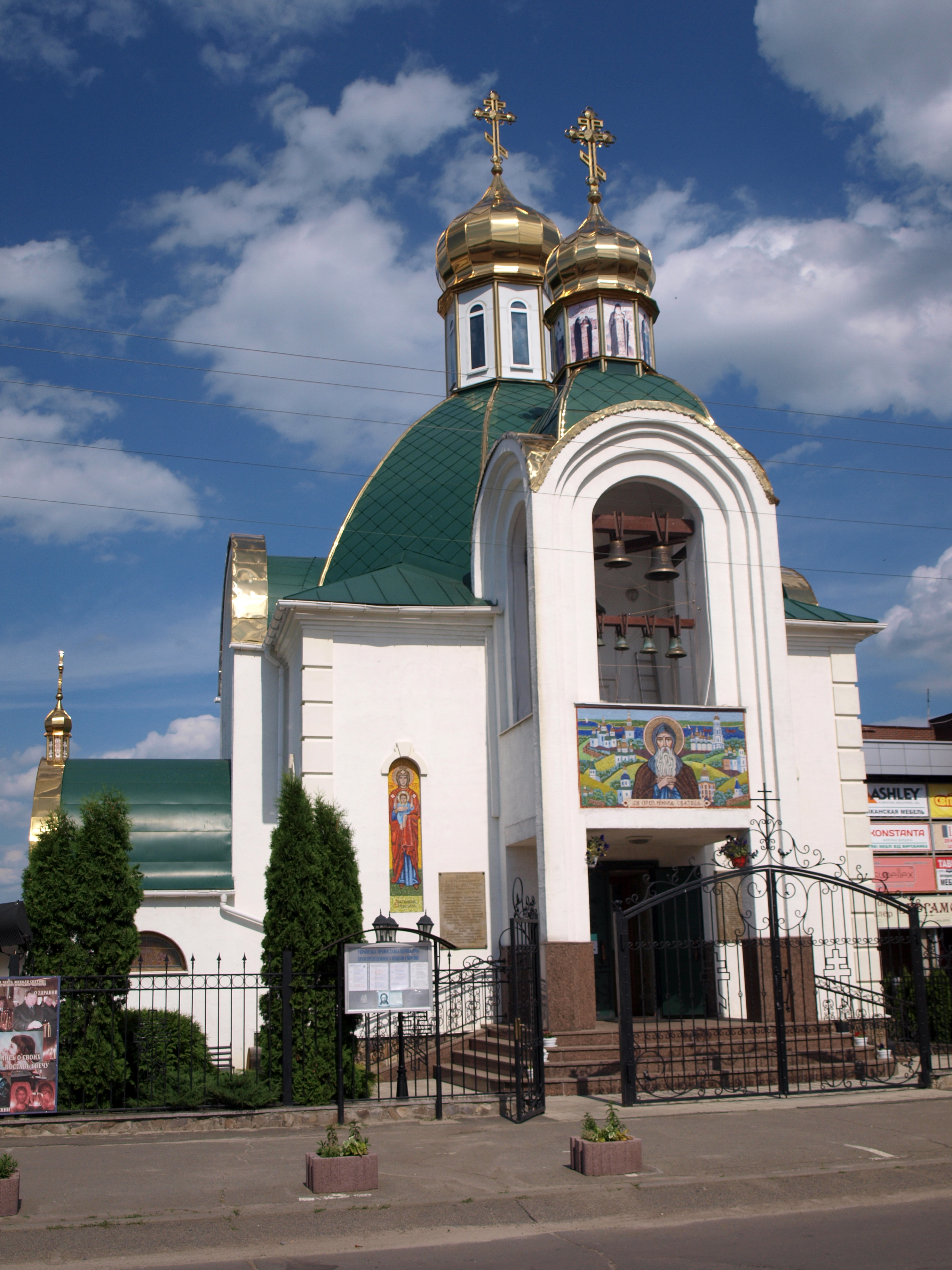
L'église st-Nicolas.
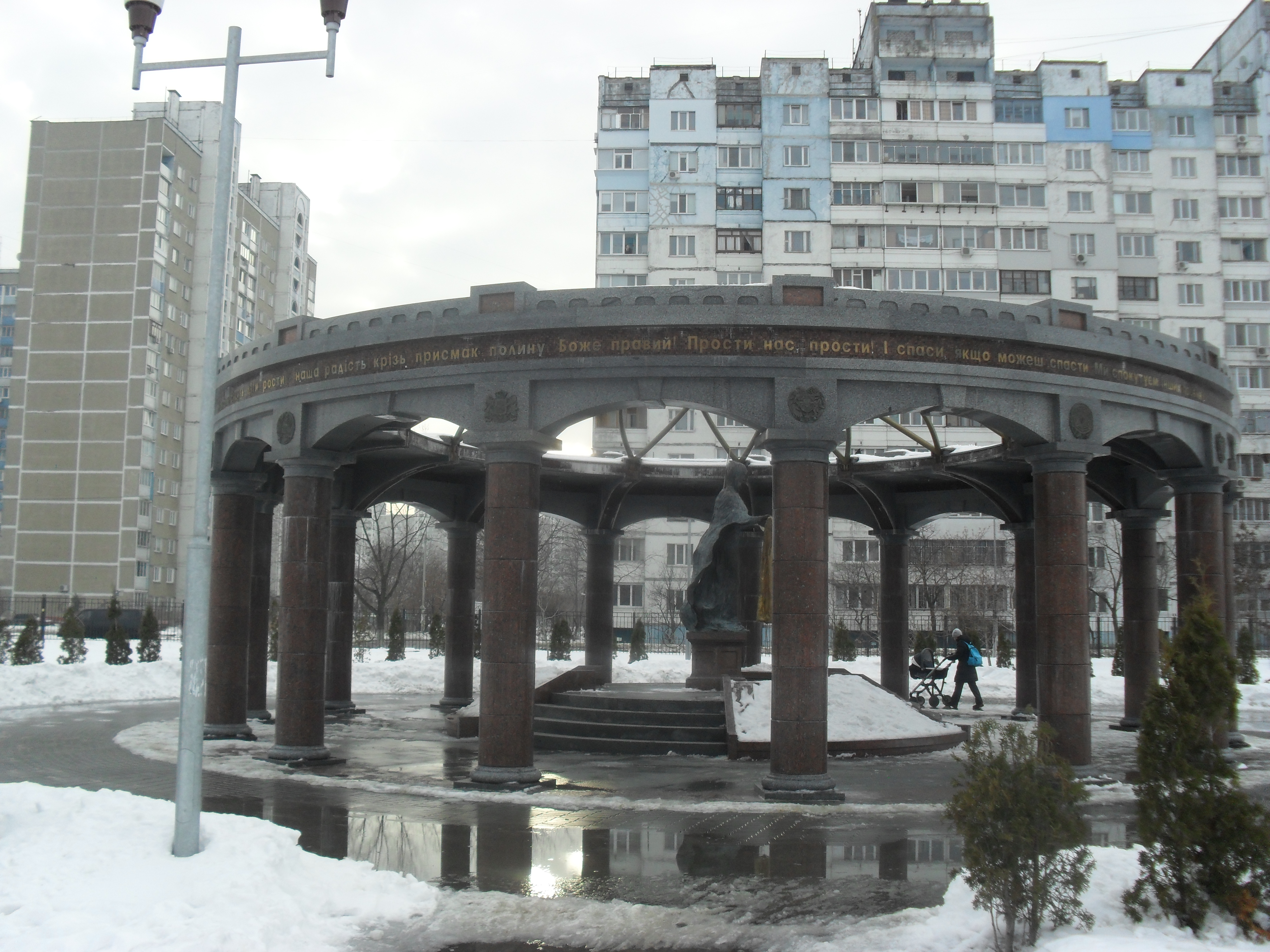
Mémorial au désastre de Tchernobyl.